# Йокосибахикари
Йокосибахикари (яп. 横芝光町 Ёкосибахикари-мати) — посёлок в Японии, находящийся в уезде Самбу префектуры Тиба. Площадь посёлка составляет 66,91 км², население — 23 804 человека (1 августа 2014), плотность населения — 355,76 чел./км².

## Географическое положение
Посёлок расположен на острове Хонсю в префектуре Тиба региона Канто. С ним граничат города Самму, Соса и посёлки Сибаяма, Тако.

## Население
Население посёлка составляет 23 804 человека (1 августа 2014), а плотность — 355,76 чел./км². Изменение численности населения с 1980 по 2005 годы:
| 1980 | 25 387 чел. |  |
| 1985 | 25 923 чел. |  |
| 1990 | 26 430 чел. |  |
| 1995 | 26 814 чел. |  |
| 2000 | 26 721 чел. |  |
| 2005 | 25 981 чел. |  |

## Символика
Деревом посёлка считается слива японская, цветком — цветок сакуры, птицей — малая крачка.